# Campana (instrumento)

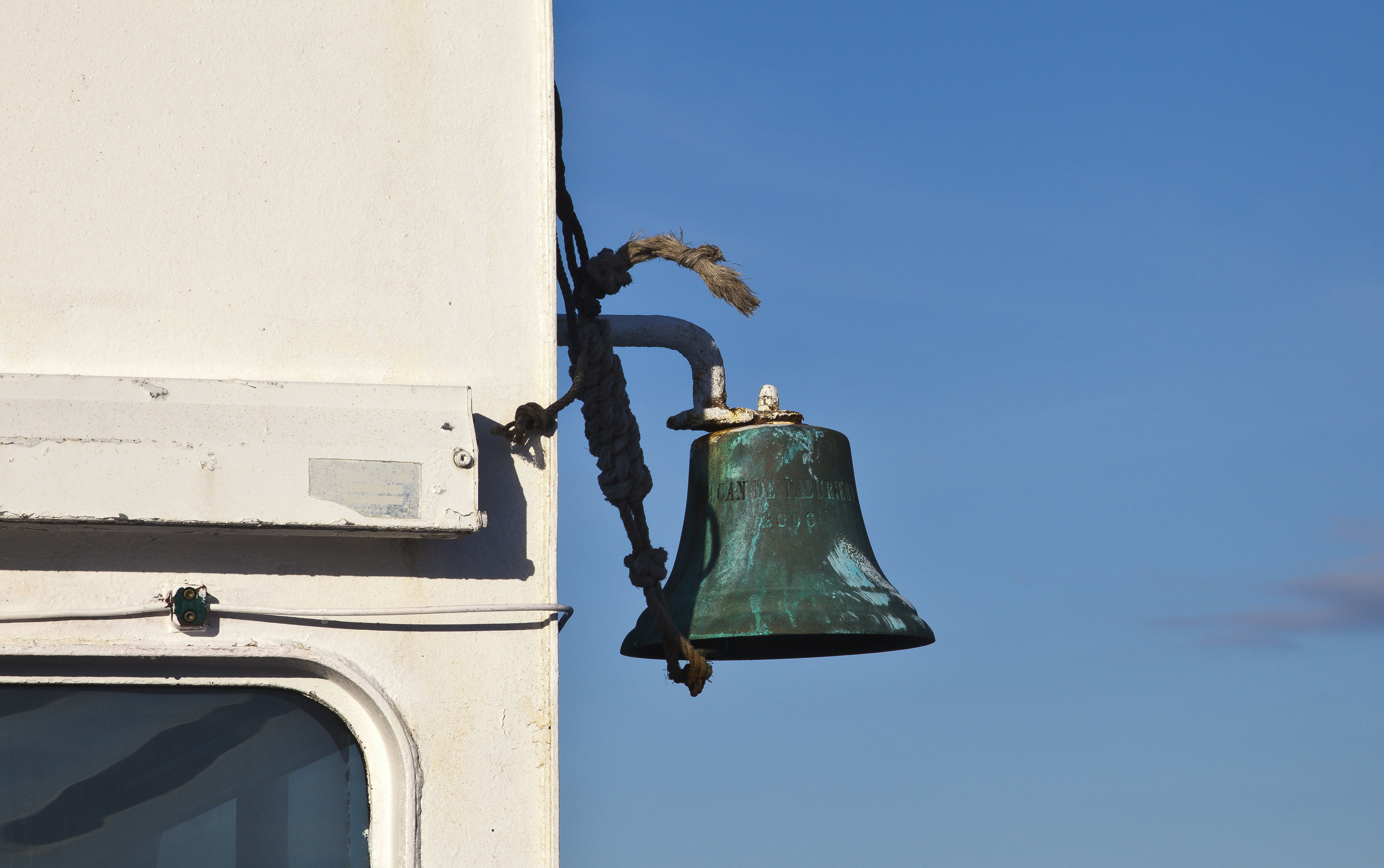
Campana en un barco

Una campana es un instrumento de percusión idiófono, su forma es de copa invertida y ahuecada que resuena acústicamente y vibra al ser golpeada. El implemento utilizado para su funcionamiento generalmente va suspendido dentro de la propia campana, es vertical y se le conoce con el nombre de «badajo» o «úvula», compuesto de una vara llamada caña y terminado en una bola que es la que golpea al instrumento. También puede utilizarse para su funcionamiento un mazo o un electromartillo, o en pequeñas campanas una pequeña esfera suelta encerrada dentro del cuerpo de la misma.

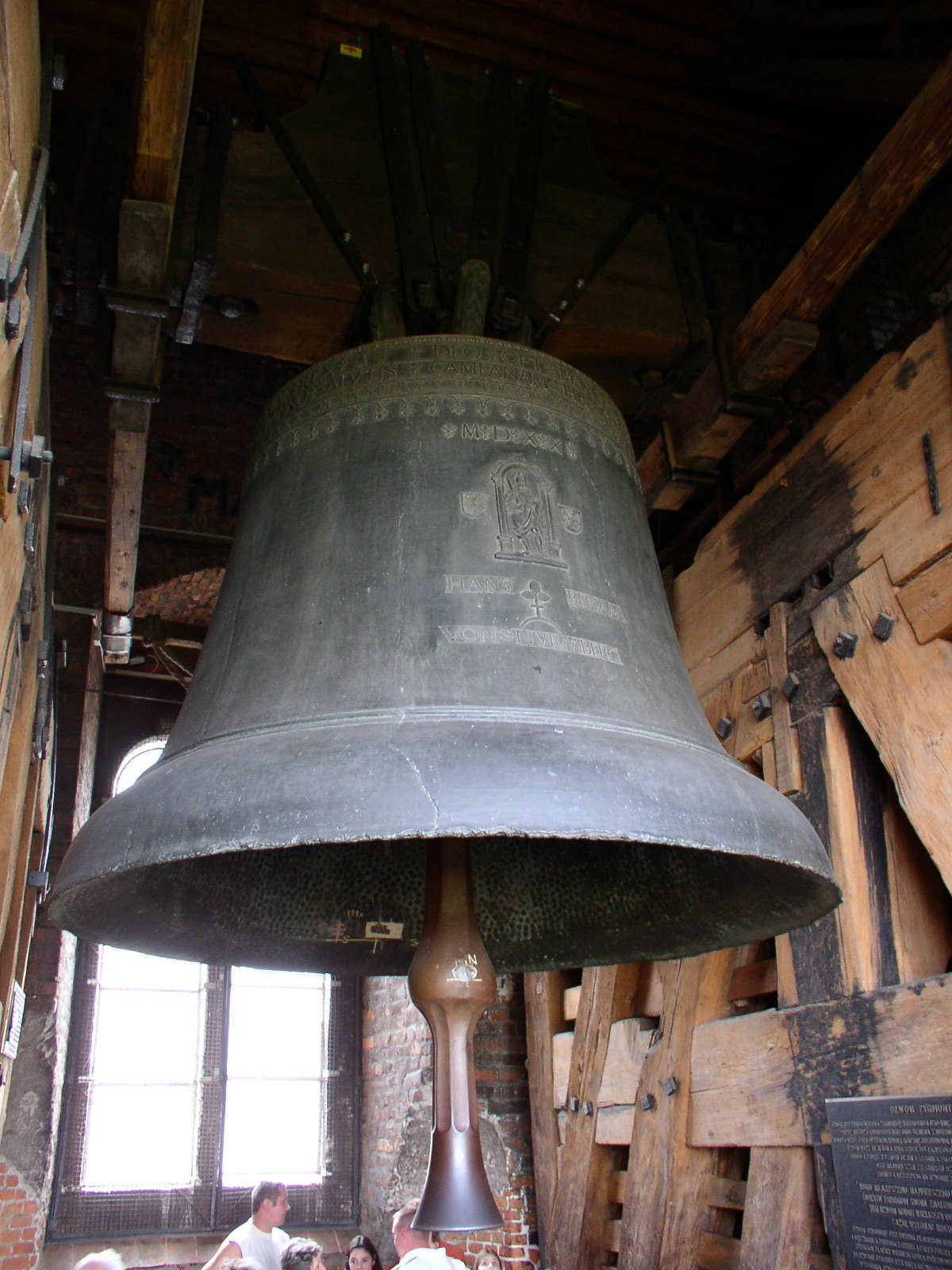
Campana antigua

Partes de una típica campana:
1) Yugo o contrapeso
2) Asa
3) Hombro
4) Tercio
5) Medio
6) Pie
7) Labio
8) Borde
9) Badajo
10) Medio pie

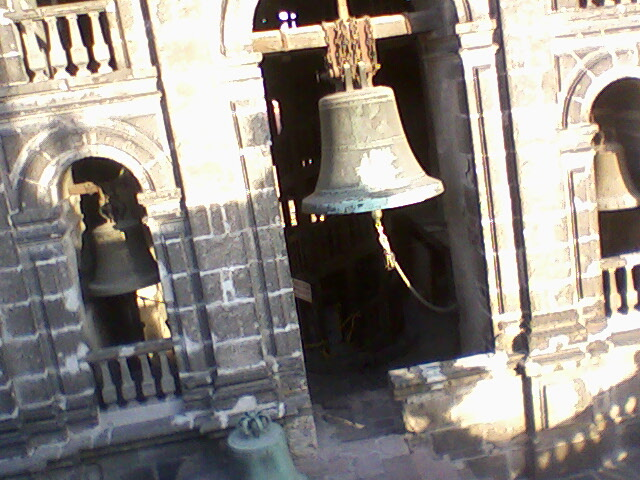
Campanario de la Catedral de México

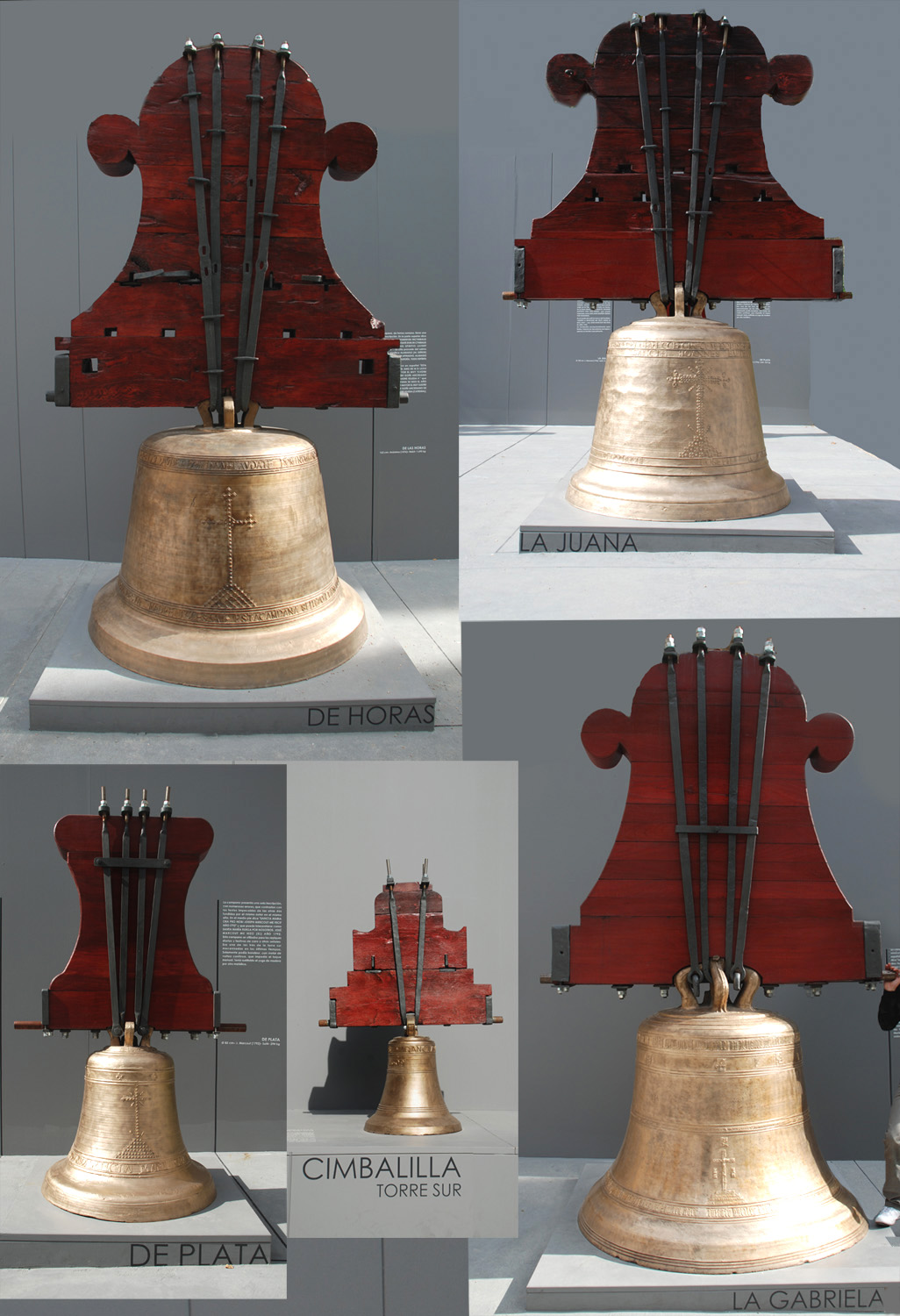
Diferentes fotografías de las campanas de la catedral de Pamplona en su tamaño proporcional respecto a las demás (la Gabriela y su yugo miden más de 3 metros de altura).

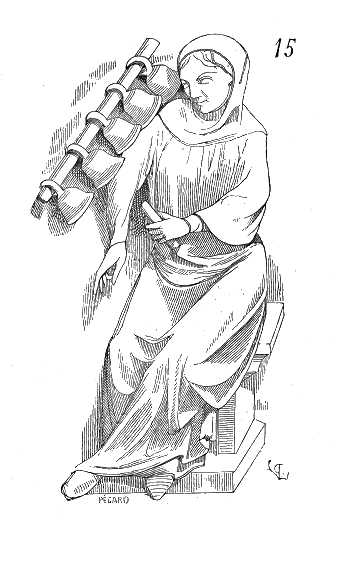
Las campanas como instrumento musical

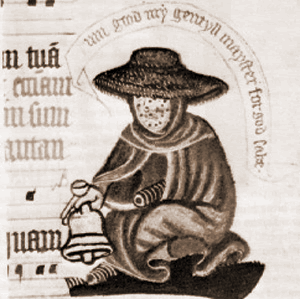
Enfermo de lepra haciendo sonar su campana para advertir de su presencia (manuscrito medieval)

Las campanas se fabrican generalmente de metal fundido, sobre todo de bronce, pero existen pequeñas campanas decorativas que se hacen de cerámica o vidrio. Estas varían en tamaño, desde pequeños accesorios de vestir hasta campanas de templos de más de 5 metros de altura, con un peso de muchas toneladas. Históricamente, las campanas están asociadas con los rituales religiosos, por ello, se han utilizado ampliamente para llamar a la comunidad (sean creyentes o no) a los eventos religiosos y seculares. Más tarde, las campanas fueron hechas para conmemorar acontecimientos importantes o a personas y se han asociado con los conceptos de paz y libertad. El estudio de las campanas se le conoce como campanología.

## Religión y campanas

### En el cristianismo y sus templos
En el mundo occidental, su forma más clásica es la de copa invertida o la de timbre que se coloca dentro de una torre o espadaña, y se hace sonar a través de una cuerda unida al badajo y que tira de él, golpeando así el cuerpo de la campana. Un conjunto de campanas, colgado en un círculo metálico, de diferentes tamaños y tonos, es conocido como carillón (chime en inglés). Actualmente las funciones de las campanas son litúrgicas y horarias, existiendo campanas para el uso litúrgico como para un reloj de torre; el carillón se encarga de interpretar diversas melodías, bien sea mecánicamente por un ordenador o manualmente por un carillonista. Los mecanismos actuales empleados consisten en el balanceo (movimiento oscilante de la campana, que hace que el badajo se mueva al mismo ritmo golpeando al instrumento y produciendo un sonido binario), el volteo (que es el giro completo de la campana, con un yugo que tenga contrapesos de plomo u otro material para facilitar el movimiento y que produce un sonido terciario) y el repique manual (en el que la campana está fija y se repica manualmente a través del movimiento del badajo con una cuerda); estas maneras de tocar la campana pueden ser: manualmente por un campanero o eléctricamente a través de motores, motores de tiro, electromartillos y ordenadores.
En el mundo oriental, las formas tradicionales de campanas de templos y palacios se suenan a través de un fuerte golpe con una vara o palo, las pequeñas, y las más grandes con un golpe externo por una gran viga, también conocida como ariete. Esta sorprendente técnica se emplea en todo el mundo oriental por algunos de los más grandes campaneros, para evitar así que las campanas de balanceo dañen las torres.
En la Iglesia católica y entre algunos luteranos y anglicanos, las pequeñas campanas de mano, llamadas sanctus o campanas de misa, son tocadas en la misa cuando el sacerdote eleva en alto las sagradas especies, primero la hostia y luego el cáliz inmediatamente después de que ha dicho las palabras de consagración sobre ellos (véase Consagración). Esto sirve para indicar a la asamblea que el pan y el vino se acaban de transformar en el cuerpo y la sangre de Cristo (véase Transubstanciación), o, en la enseñanza alternativa de la Reforma, que Cristo está presente corporalmente en las especies, pero que estas siguen siendo pan y vino, coexistiendo así su cuerpo y sangre con el pan y el vino (véase Consubstanciación).
En la Iglesia ortodoxa rusa, las campanas no se mueven cuando se suenan, solo se mueve el badajo. En cada campanario se utiliza y desarrolla un sistema complejo de cuerdas especiales de manera individual. Algunas cuerdas (las más pequeñas) se agarran con la mano, las cuerdas más grandes se agarran con el pie.

### En la religión japonesa
Las campanas también se utilizan en ceremonias religiosas japonesas, sintoístas y budistas. Suzu, un homófono que significa ‘refrescante’, son campanas esféricas que contienen perdigones de metal que producen el sonido desde el interior. La campana semiesférica es la campana kane, que se golpea externamente.

### En el budismo y en el hinduismo
Las campanas hinduistas y budistas, llamadas ghanta en sánscrito, se usan en las ceremonias religiosas. Una campana cuelga en la puerta de muchos templos hinduistas y se toca en el momento en que los fieles entran en el templo.

## Campanas interpretadas como causa de guerra
El 15 de enero de 1602 (Keicho 7), se produjo un incendio en Hoko-ji, un complejo templo budista en Kioto. La gran imagen de Buda y la estructura que sostenía la estatua, el Daibutsu-den, fueron consumidos por las llamas.
En 1610, Toyotomi Hideyori decidió patrocinar la reconstrucción de Hoko-ji y ordenó también la construcción de una gran campana fundida en bronce.
El 24 de agosto de 1614 (Keicho 19), la enorme campana de bronce nueva fue fabricada con éxito. La ceremonia de inauguración estaba prevista, pero inesperadamente, Tokugawa Ieyasu prohibió la ceremonia que tenía lugar debido a que interpretó las inscripciones en la campana como una afrenta personal:

La tableta sobre la Daibatsu-den y la campana con la inscripción  «Kokka Anko» (que significa ‘el país y la casa, la paz y la tranquilidad’), fueron los elementos por los que Tokugawa Ieyasu se sintió ofendido, alegando que se concibió como una maldición por parte del carácter 安 (an, ‘paz’) que se había colocado entre los dos caracteres que componen su propio nombre 家 康 (ka-ko, ‘tranquilidad casa’) (¿sugiriendo sutilmente que tal vez la paz solo podría ser alcanzada a través del desmembramiento de Ieyasu?)... Este incidente en la inscripción era, por supuesto, un mero pretexto, pero Ieyasu se dio cuenta de que no podía disfrutar del poder que había usurpado en el tiempo vivido por Hideyori, y por lo tanto, aunque este último más de una vez envió a su kerei Katagiri Kastumoto al Castillo Sunpu con profusas disculpas, Ieyasu se negó a aceptarlas.

Esta controvertida disputa provocó el asedio de Osaka (大坂 の 役 Ōsaka no Eki?, o, más común, 大坂 の 陣 Ōsaka no Jin), que consistió en una serie de batallas entre tropas del shogunato Tokugawa y el samurái del clan Toyotomi. El asedio duró hasta 1615. Convencionalmente se dividió en dos etapas: la campaña de invierno y la de verano. Al final, la destrucción total de los Toyotomi eliminó el último clan opositor al shogunato que vendría a dominar Japón durante los siguientes 250 años.

## Fabricación
El proceso de fundición de las campanas se remonta en Europa entre los siglos IV o V. El metal tradicional para las campanas es el bronce de aproximadamente 22 % de estaño y 78 % de cobre. Conocido como metal de campana, esta aleación es también tradicional para los mejores platillos turcos y chinos. A veces se usan otros materiales para alearlos a grandes campanas de bronce y de hierro. El acero se empleó en los templos de Inglaterra a mediados del siglo XIX, por su economía con respecto al bronce, pero la fundición en este metal no fue duradera y su fabricación cesó en la década de 1870.

### Fundición
Las campanas pequeñas se hacían originalmente con el proceso de cera perdida, pero las campanas grandes se vaciaban boca abajo, en un molde de dos partes sujetas a la base de una placa. El núcleo está construido sobre la base de la placa con materiales porosos, como el coque o ladrillo, y cubierto de barro bien mezclado con paja y estiércol de caballo. Esto le da un perfil correspondiente a la forma interior del acabado de la campana, y se seca con calor suave. Se aplican grafito y tiza para obtener al final una superficie lisa. El exterior del molde se realiza dentro de una caja de hierro fundida y perforada, más grande que el acabado de la campana, y que contiene la mezcla de arcilla que se forma, se seca y se alisa de la misma manera que el núcleo. La envoltura es invertida (boca abajo), se coloca sobre el núcleo y se sujeta a la placa base. El molde sujetado se soporta por lo general, por estar enterrado en un foso de moldeo que soporta el peso del metal y que permite un enfriamiento uniforme. En los primeros tiempos, antes de que fuera posible el transporte por carretera de las grandes campanas, se podía excavar un pozo en un terreno del edificio donde se instalaría la nueva campana. El metal de campana, fundido, se vierte en el molde a través de una caja forrada de arena de fundición.

### Afinación

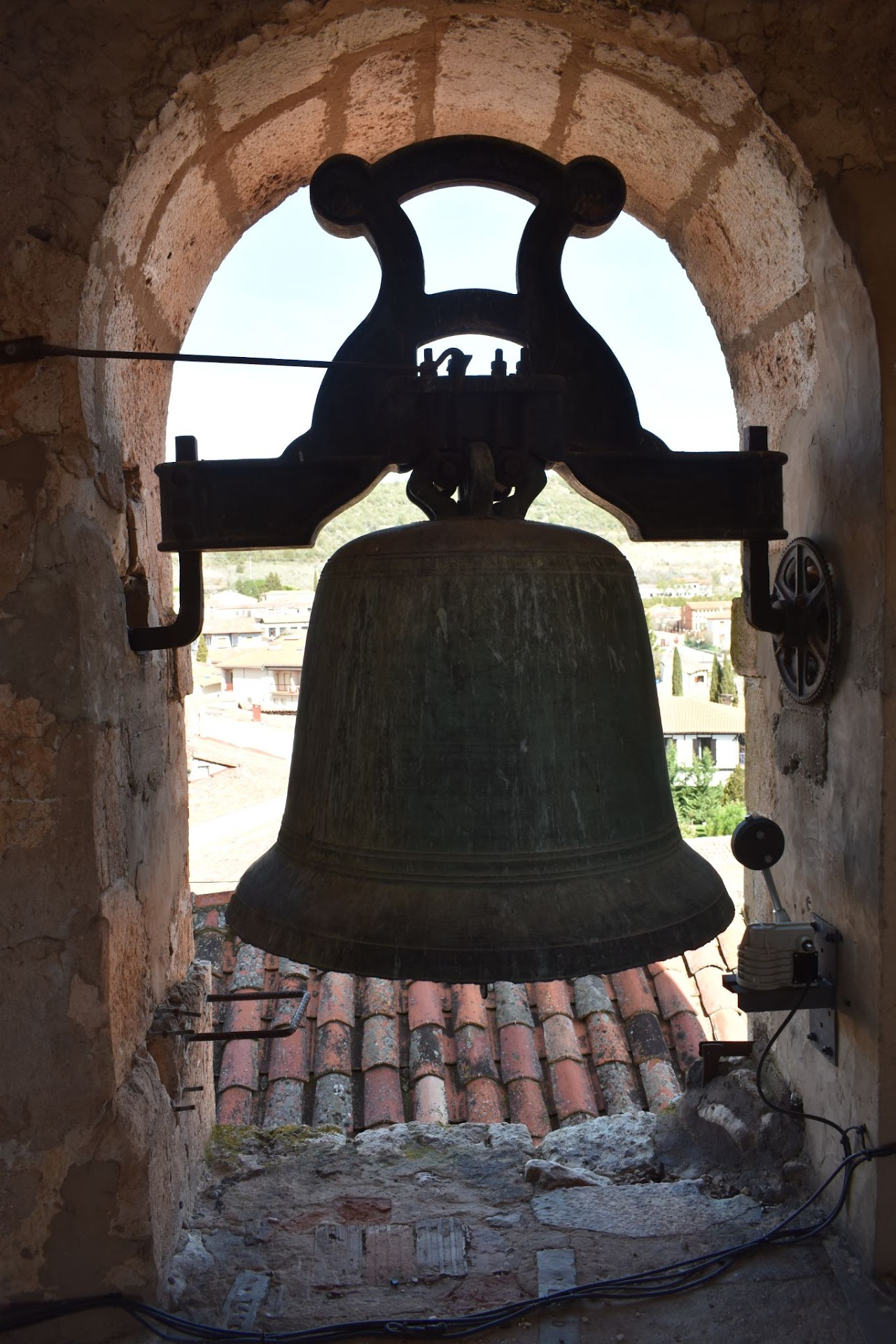
Campana romana mayor de la Colegiata de Covarrubias

Las campanas están hechas con fórmulas exactas, por lo que, dado el diámetro, es posible calcular todas las dimensiones y su nota musical, o de tono. La frecuencia de la nota de una campana varía con el cuadrado de su espesor, e inversamente con su diámetro. Muchos experimentos se han dedicado a determinar la forma exacta que le dará el mejor tono. El espesor de una campana en su parte más gruesa, llamado «pie», es por lo general un treceavo de su diámetro. Si la campana se monta como molde, se llama «campana soltera». Las «Campanas afinadas» se trabajan después de su fundición para producir una nota precisa. Los elementos del sonido de una campana se dividen en hum (véase subarmónico), segunda parcial, tercia, quinta y nominal / nombrada nota. Los tonos más fuertes de las campanas están ajustados a intervalos de la octava por debajo de la nota nominal, pero las otras notas deben tener una relación correcta. Las campanas suelen afinarse mediante diapasones y estroboscópicos electrónicos utilizando mayoritariamente dispositivos llamados afinadores estroboscópicos.

### Campanas Romanas
Las campanas "romanas" son aquellas que tienen un perfil más robusto, más "recto", de grosor más fino y de tonos más graves. 
Se pueden observar principalmente en el norte de España, siendo donde son más comunes.     -->

## Historia

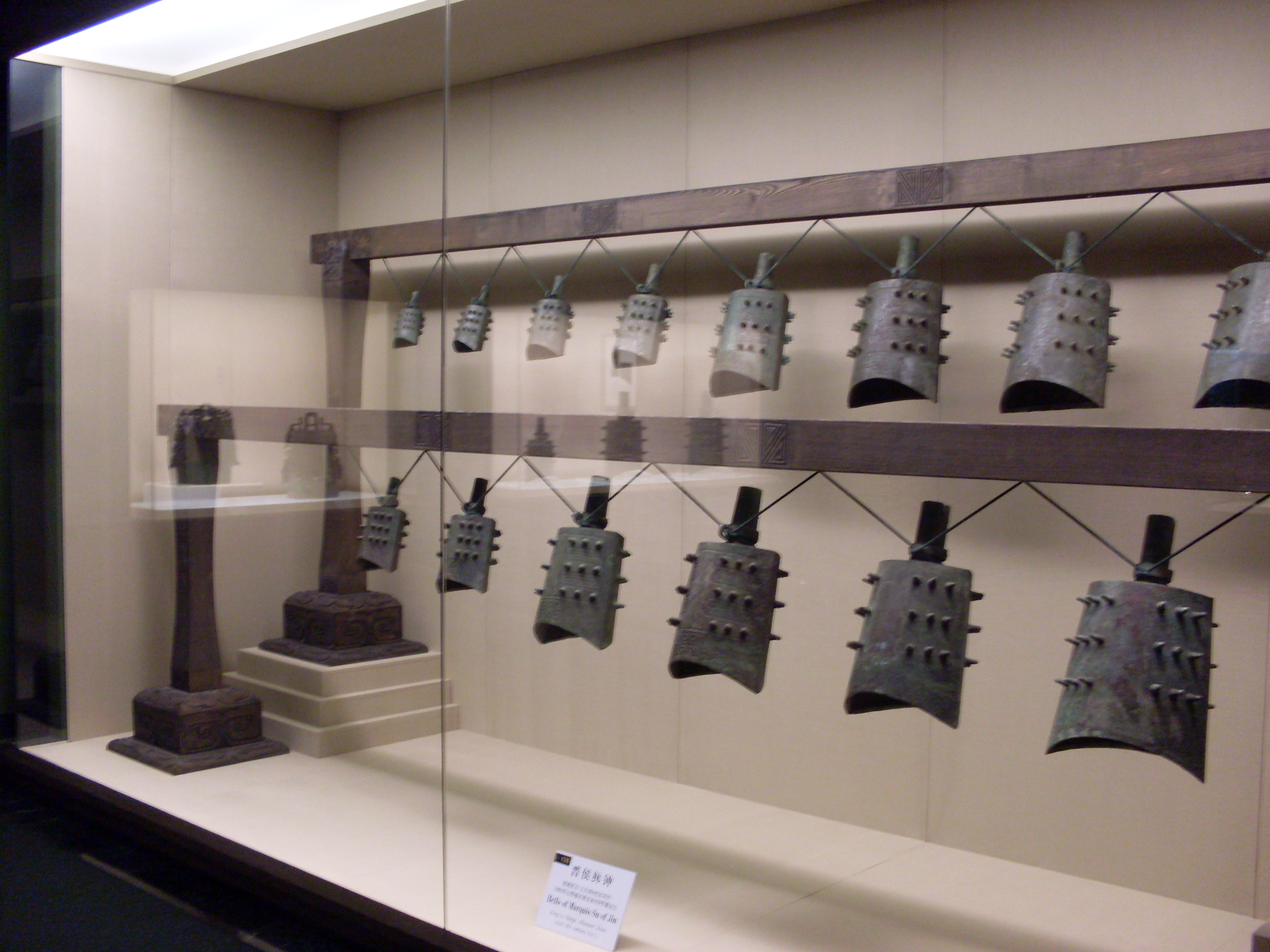
Campanas de Jin Hou Shu de China,, Museo de Shanghái

Las campanas, ya conocidas de los pueblos egipcios y asiáticos en forma de campanillas y usadas también por los griegos y los romanos, fueron adoptadas por la Iglesia católica para convocar a los fieles por lo menos desde el siglo V. Los romanos les dieron el nombre de tintinábula y los cristianos las llamaron signum porque servían para señalar o avisar la hora de las reuniones. Pero ya en el siglo VII, si no antes, se llamaban «campanas», como consta por escritores de la época. En aquellos primeros siglos, debieron ser las campanas de reducido tamaño, según parece por las que han llegado hasta nosotros y por ciertas referencias de los historiadores. Pero fueron aumentando de tamaño sucesivamente hasta que en el siglo XIII se fundieron de grandes dimensiones, verdaderamente colosales desde el siglo XVI. La materia prima de las campanas ha sido casi siempre el bronce, aunque admitiendo diferentes aleaciones según las épocas y las naciones. También se ha usado el hierro y para campanillas, el oro y la plata.
En cuanto a la forma, se distinguen las siguientes:
- Prevaleció la cuadrada para las irlandesas de la época más antigua.
- La de capacete y dedal se dio para las de la región latina en los primeros siglos de la Edad Media.
- La misma forma pero más alargada y a veces semiovoidea, para las del periodo románico (siglos XI y XIII).
- Desde el siglo XIII adquieren más ensanche en la boca a modo de trompeta.
- Desde el siglo XVI toman la forma curva y elegante que ahora tiene.
- Forma de " campana romana", la cual se suele ver en las zonas del norte de España. Actualmente se siguen fundiendo campanas de este tipo.

Suelen llevar las campanas en la superficie externa, ya desde antiguo, algunas inscripciones en relieve, hechas en la fundición y al bendecirlas se les da un nombre, que a veces se inscribe en la misma pieza.
Los textos de las inscripciones han variado con el tiempo, partiendo de una primera época hasta el siglo XII aproximadamente, en el que lo relevante es el origen de la campana: una donación piadosa, por mandato de quien fue fundida, etc. A partir de esta fecha, se introducen oraciones y textos sagrados con sentido protector, como «Mentem sanctam spontaneam voluntatem honorem deo et patria liberacionem», que se suman a las que indican propiedad u origen. Dichos textos se justifican en una triple función de la campana no musical: objeto litúrgico, objeto protector y objeto de representación social.
Aparte de las campanas de los templos, que se usan para llamar a los oficios, anunciar defunciones o para la hora del Ángelus, existe la campanilla del altar, que suele tocar el acólito en el momento de la elevación, durante la misa.
Como instrumento militar, en la Edad Media a su son se reunía la mesnada para marchar en hueste a las algaras o cabalgadas. En el siglo XVII al ser tomada una plaza, el maestre o jefe superior de la artillería tenía el privilegio de apropiarse las campanas que ordinariamente rescataba la población ha subido precio, destinándose algunas veces la cantidad así obtenida a pagar pensiones de viudas y huérfanos de artilleros. En el sitio de Danzig, Napoleón I resucitó esta costumbre y el valor de las campanas fue distribuido entre la artillería vencedora.
Las campanas más antiguas de origen cristiano que hoy se conocen parecen ser:
- Algunas irlandesas de hierro (campanillas), sobre todo la de San Patricio (siglo V) en el Museo de Dublín.
- Una de bronce en Noyón del siglo VII.
- Otras de bronce, también de Irlanda y del siglo XV.
- La Wamba de la Catedral de Oviedo con fecha de fundición de 1219 y actualmente en uso.
- La española votiva del abad Sansón del Museo de Córdoba, que tiene la forma de un gran dedal con asa y lleva una inscripción del año 955 o 925.[1]

## Expresiones relacionadas
- «Echar las campanas al vuelo». Dar publicidad con júbilo a alguna cosa.
- «Oír campanas y no saber dónde». Tener un conocimiento vago y confuso de las cosas.

## Campanas notables
- Campana de Dolores, campana con la que se hizo el llamado de rebelión contra las autoridades del Virreinato de la Nueva España. La arenga, conocida como «Grito de Dolores», fue realizada por Miguel Hidalgo y Costilla, héroe independentista de México.
- Tsar Kolokol, la campana más grande del mundo, ahora sin uso por su rotura.
- En la torre de la Basílica de San Pascual de Villarreal se encuentra una campana de 1250 kilos.
- En la Basílica del Pilar se encuentra la campana la Pilara, de más de 2170 kilos.
- En la Catedral de Toledo se encuentra la campana San Eugenio, la más grande de España; que pesa alrededor de 14 toneladas de peso. Actualmente tiene una gran grieta que afecta a su sonido y por lo tanto, se encuentra en desuso.
- En la Catedral de Santa María la Real de Pamplona se encuentra la campana María, la mayor en uso de España, de más de 10 toneladas. También se encuentra allí la Gabriela, la mayor campana de volteo del estado, de más de 2400 kilos.
- Campana de la Libertad, campana con la que se convocó a los ciudadanos de Filadelfia para la lectura de la Declaración de Independencia de los Estados Unidos de América, convirtiéndose en uno de los símbolos de la libertad de Estados Unidos.
- Big Ben, campana ubicada en la Elizabeth Tower (Torre de Isabel), que alberga el reloj de cuatro caras más grande del mundo.